# Manole Aldescu
Manole Aldescu (* 18. Februar 1929 in Talea; † unbekannt) war ein rumänischer Skilangläufer.
Aldescu, der für den Dinamo Brașov startete, gewann elf nationale Titel und kam im Februar 1952 in Oslo bei seiner ersten Teilnahme an Olympischen Winterspielen zusammen mit Moise Crăciun, Dumitru Frățilă und Constantin Enache auf den zehnten Rang in der Staffel. Zwei Jahre später belegte er bei den Nordischen Skiweltmeisterschaften in Falun den 81. Platz über 15 km und den 14. Rang mit der Staffel. Letztmals international startete er bei den Olympischen Winterspielen 1956 in Cortina d’Ampezzo, wo er den 32. Platz über 15 km und den 31. Platz über 30 km errang. Nach seiner Karriere als Skilangläufer war er als Trainer tätig.